# Kaiser Chiefs
Kaiser Chiefs este o formație indie rock engleză care s-a înființat în 1997. Originară din Leeds, formația este alcătuită de solistul Ricky Wilson, chitaristul Andrew 'Whitey' White, basistul Simon Rix, Nick 'Peanut' Baines care cântă la clape și toboșarul Nick Hodgson. Numele trupei vine de la echipa de fotbal din Africa de Sud, Kaizer Chiefs, la care a evoluat fostul jucător al lui Leeds United, Lucas Radebe. 
Albumul de debut al trupei, "Employment" a fost scos pe piață în anul 2005 și s-a bucurat de un mare succes atât pe plan intern cât și pe plan internațional, fiind vândute peste trei milioane de exemplare. În 2005, albumul a fost nominalizat pentru Mercury Prize. În 2007, Kaiser Chiefs scoate cel de-al doilea album: "Yours Truly, Angry Mob", care a cuprins și melodia "Ruby", care a fost un adevărat hit, clasându-se pe primul loc în topul preferințelor englezilor. În 2008, trupa a cântat și în România la festivalul B'estFest. Tot în anul 2008, trupa a lansat și cel de-al treilea album: "Off With Their Heads".

## Istoric

### Începuturi (1996–2003)
Când aveau aproape 11 ani, Nick Hodgson, Nick Baines și Simon Rix s-au intâlnit în aceași clasă la Școala Saint Mary din Menston, Bradford. După ce au terminat școala, Rix și Baines s-au dus la universitate în anul 1996, în timp ce Hodgson, White și Wilson au format o trupă care purta denumirea de "Runston Prava", venind de la numele unui sat din Yorkshire, Runston Parva. După ce formația nu a avut prea mult succes, grupul urma să se unească din nou sub denumirea de Parva, după ce Rix și Baines s-au întors de la facultate. Cariera acestei formații se anunța prolifică, reușind să semneze un contract de publicitate și unul cu o casă de discuri din Marea Britanie. După ce nici această idee nu a reușit, membrii trupei au decis să facă un proiect pe termen lung, un proiect serios și au adoptat un nou nume: "Kaiser Chiefs". Numele trupei vine de la clubul de fotbal din Africa de Sud, Kaizer Chiefs, club la care a evoluat fostul căpitan al lui Leeds United, Lacas Radebe.  

## Employment (2004–2006)
Albumul de debut al formației s-a numit "Employement" și a fost lansat în martie 2005, adoptând stilul anilor '70. Albumul a fost foarte bine primit de către critici, care l-au descris ca fiind "captivant de la început până la sfârșit" și "tipic britanic, iar cel mai important lucru este că are o atmosferă amuzantă". S-a clasat pe locul 2 în topul vânzărilor din Marea Britanie și a primit cinci discuri de platină. În 2005, "Employement" a fost nominalizat pentru Mercury Prize, un premiu care se acordă anual pentru cel mai bun album britanic sau irlandez". 
Prima melodie lansată de pe album a fost "Oh My God" în 2004, care s-a clasat pe locul șase în topul preferințelor britanicilor. Următorul single a fost "I Predict a Riot" care a ocupat locul 36 în topul NME pentru "Cele mai bune melodii indie din istorie". Melodiile care au intrat în top 20 au fost "Everyday I Love You Less and Less" și "Modern Way" care au fost lansate la sfârșitul lui 2005. Melodia "Saturday Night" a apărut într-un videoclip care promova consola de jocuri XBOX 360. Piesa a fost postată pe site-ul oficial al lui XBOX 360, înainte ca aceasta să fie lansată. 
În august 2006, trupa a lansat o carte intitulată: "Un record al lui Employement", care conține fotografii ale lui Peter Hill, în care este prezentată activitatea trupei de la început până în momentul succesului de care au avut parte în acel an la Brit Awards.
Melodiile de pe album:
1. "Everyday I Love You Less and Less" – 3:37
2. "I Predict a Riot" – 3:53
3. "Modern Way" – 4:03
4. "Na Na Na Na Naa" – 3:01
5. "You Can Have It All" – 4:35
6. "Oh My God" – 3:35
7. "Born to Be a Dancer" – 3:30
8. "Saturday Night" – 3:27
9. "What Did I Ever Give You?" – 4:09
10. "Time Honoured Tradition" – 2:45
11. "Caroline, Yes" – 4:13
12. "Team Mate" – 3:24

## Yours Truly, Angry Mob (2007)
Al doilea album al celor de la Kaiser Chiefs s-a intitulat "Yours Truly, Angry Mob" și a fost lansat in anul 2007, în luna februarie. Trupa a înregistrat piesele de pe album în lunile septembrie și octombrie ale anului 2006 la Studioul Hook End din Oxfordshire, Anglia. Formația s-a inspirat de la legendara trupă Led Zeppelin și din rock-ul american, iar albumul a conținut în total 22 de melodii.  
Spre deosebire de "Employement", albumul s-a bucurat și de laude din partea criticilor, dar și de unele ciritici, aceștia având păreri împărțite. "Yours Truly, Angry Mob" s-a clasat pe primul loc în Regatul Unit și pe locul 45 în Top 200 Billboard. 
"Ruby", cea mai cunoscută melodie de pe album s-a situat pe locul întâi în topul celor mai ascultate melodii din Marea Britanie. "Everything Is Average Nowadays" a fost cea de-a doua piesă a albumului și s-a clasat pe locul 19 în topul preferințelor britanicilor. Cea de-a treia piesă de pe album, "The Angry Mob" a fost descrisă de către cotidianul "The Sun" ca fiind un cântec "inteligent și accesibil" și s-a clasat pe poziția 22 în Marea Britanie. Cel de-al patrulea single "Love's Not a Competition (But I'm Winning)" a fost lansat pe 12 noiembrie. 
Melodiile de pe album:
1. "Ruby" - 3:25
2. "The Angry Mob" - 4:48
3. "Heat Dies Down" - 3:57
4. "Highroyds" - 3:19
5. "Love's Not a Competition (But I'm Winning)" - 3:17
6. "Thank You Very Much" - 2:37
7. "I Can Do It Without You" - 3:24
8. "My Kind of Guy" - 4:06
9. "Everything Is Average Nowadays" - 2:44
- Ediția japoneză combină această melodie cu "Boxing Champ" într-o singură piesă, care are în total durata de 4 minute și 15 secunde.

10. "Boxing Champ" - 1:31
- Edițiile din Europa, Singapore și America combină această melodie "Learnt My Lesson Well" într-o singură piesă, care are în total durata de 5 minute și 25 de secunde.

11. "Learnt My Lesson Well" - 3:54
12. "Try Your Best" - 3:42
13. "Retirement" - 3:53
14. "These People Rock" - 3:26

## Off With Their Heads (2008)
Pe 4 august 2008, Kaiser Chiefs au confirmat numele celui de-al treilea album ca fiind: "Off With Their Heads". A fost lansat pe 20 octombrie 2008. Prima piesă de pe album, "Never Miss a Beat" a fost lansată pe 6 octombrie 2008. 
Trupa a lansat de asemenea și un dvd cu prestația lor de la Elland Road de pe 24 mai. 
Kaiser Chiefs au anunțat că vor pregăti un turneu în Marea Britanie și vor urma să treacă prin Londra, Nottingham, Sheffield, Birmingham, Edinburgh, Aberdeen, Newcastle, Manchester, Liverpool, Cardiff și Dublin. Acest turneu se va desfășura în lunile februarie și martie ale anului 2009.
Melodiile de pe album:
1. "Spanish Metal" – 2:19
2. "Never Miss a Beat" – 3:08
3. "Like It Too Much" – 3:23
4. "You Want History" – 3:45
5. "Can't Say What I Mean" – 2:49
6. "Good Days Bad Days" – 2:53
7. "Tomato in the Rain" – 3:51
8. "Half the Truth" – 3:44
9. "Always Happens Like That" – 3:12
10. "Addicted to Drugs" – 3:53
11. "Remember You're a Girl" – 2:37